# Schießbude

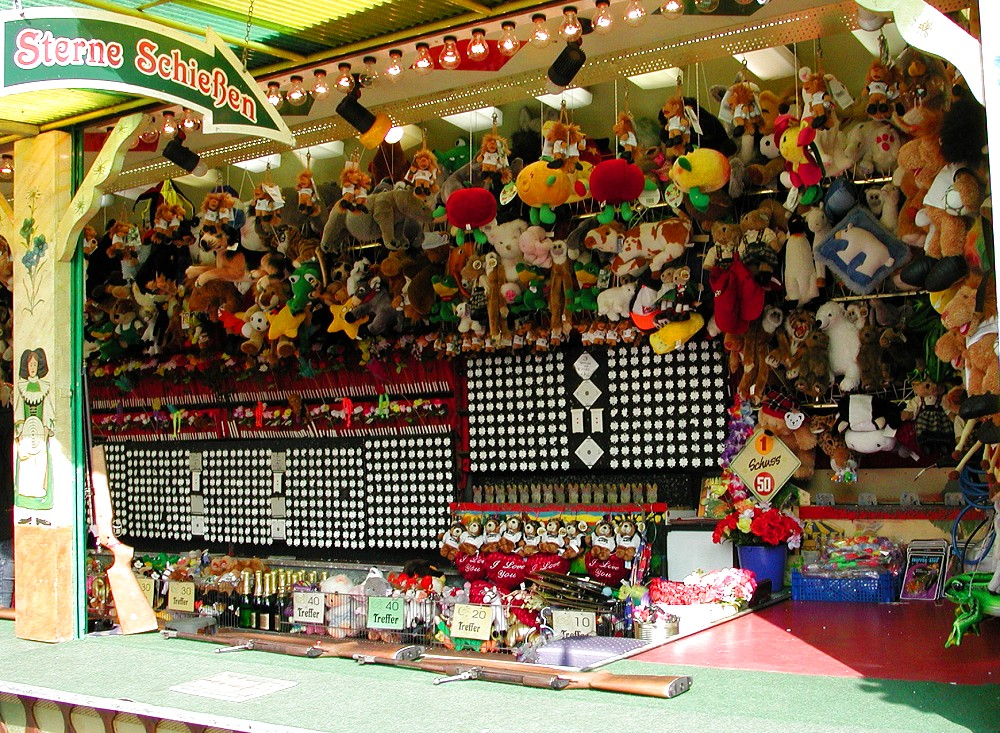
Schießbude

Eine Schießbude ist eine Attraktion auf Jahrmärkten, Kirmessen, Domen und anderen besonderen Veranstaltungen.

## Beschaffenheit

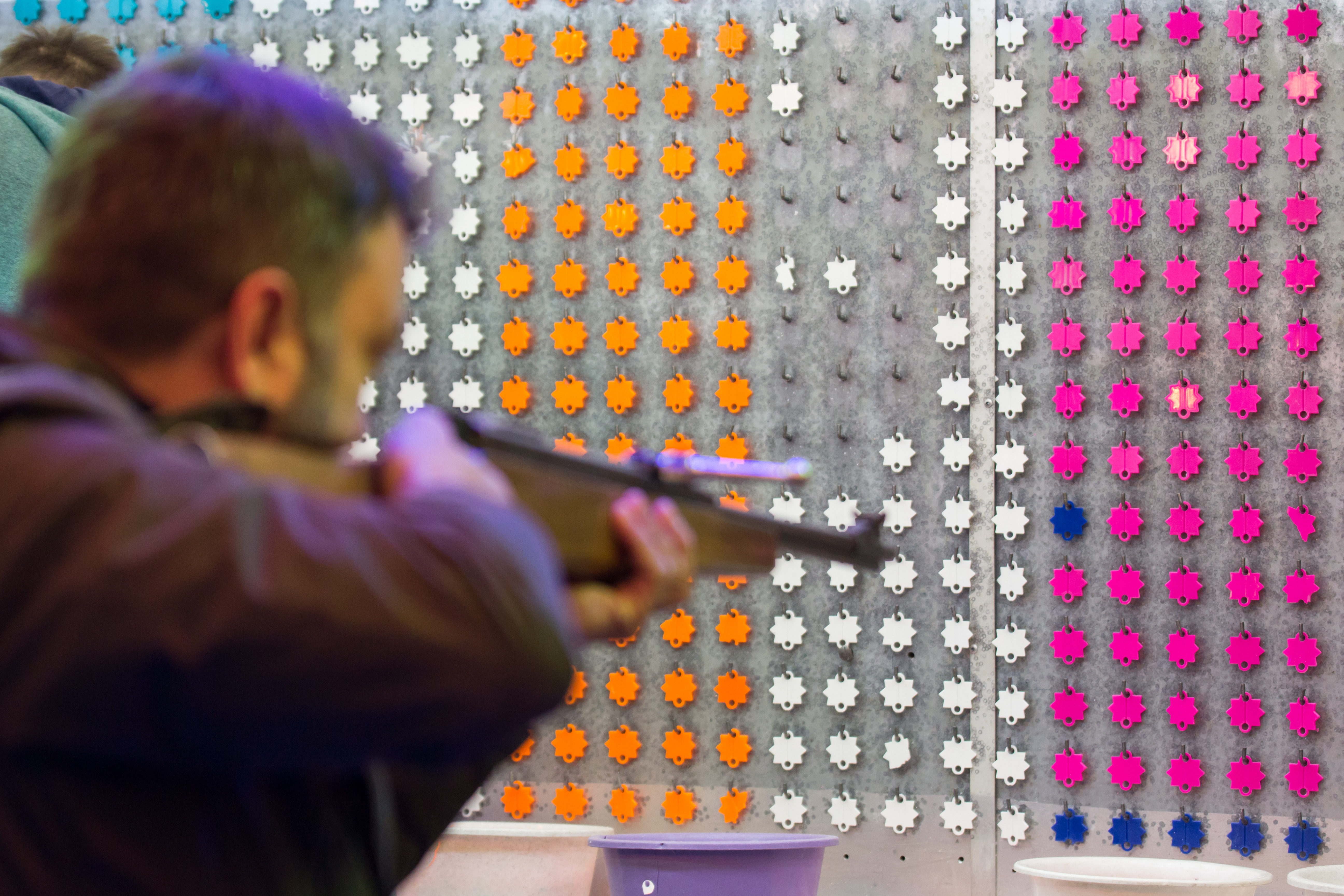
Zielen auf Plättchen

Die Schießbude ist ein mobiles Häuschen, das an einer Längsseite offen ist. An ihr können Jahrmarktbesucher versuchen, möglichst viele Punkte durch das Abschießen von vorbeilaufenden Gegenständen oder feststehenden Plastik- oder Gipsröhrchen bzw. -plättchen zu sammeln. Die Ziele sind meist ca. zwei Meter entfernt.
Die Gegenstände befinden sich in  verschiedenen Ebenen. Die vorbeilaufenden Zielobjekte können je nach Ebene verschieden schnell sein. Dazu gibt es je nach Punktzahl verschiedene Preise (Kuscheltiere, Spielzeug) zu gewinnen, die der Schießbudenbesitzer, der in der Schießbude steht, dem Besucher überreicht. Die bekanntesten Zielobjekte sind Tonfigürchen, Gipsröhrchen, Sektflaschen, Schieß- und Dreh- sowie Klappscheiben.

### Schießgerät
Geschossen wird mit einem speziellen Luftgewehr, das entweder nach jedem Schuss erneut geladen werden muss oder, beim Schießen auf bewegte Ziele, die Munition aus einem Kugelmagazin automatisch nachladen kann. Dabei werden entweder Knicklaufgewehre verwendet (nur für Einzelschüsse geeignet) oder Gewehre, die wie ein Karabinergewehr mit einem seitlichen Ladehebel versehen sind (auch nur für Einzelschüsse geeignet) und die verwendete Munition (meist Rundkugeln aus Blei) aus einem Magazin nachladen können oder Gewehre, die bei jeder Betätigung des Abzuges automatisch eine Kugel aus dem Magazin nachladen. Meistens sind auf Schießbuden die Luftgewehr-Karabiner Diana Modell 30, Anschütz 275 oder das Haenel 310 vertreten. Luftgewehre für Schießbuden sind zum Sportschießen ungeeignet, da sie zum einen nicht präzise auf 10 Meter (die Standardentfernung beim Sportschießen mit Luftdruckwaffen) treffen können und zum anderen die verwendete Munition keine stabile Flugbahn auf 10 Meter garantiert.

### Vorschriften
Der Betreiber einer Schießbude muss in Deutschland nach § 27 (1) WaffG (dort bezeichnet als „Schießen zur Belustigung“) für seine Schießstätte eine Erlaubnis haben. Die Schießbude ist sicherheitstechnisch von einem Schießstandsachverständigen sowie vom TÜV abzunehmen.
Bei einer Variante der Schießbude werden Lichtpunktgewehre verwendet und geschossen wird auf Ziele, die mit einem Sensor versehen sind und beim Treffen eine Aktion mit beweglichen Figuren auslösen. Da bei dieser Variante nicht mit echten Gewehren und Munition geschossen wird, ist die Überprüfung durch einen Schießstandsachverständigen nicht erforderlich.

## Andere Bedeutung
- „Schießbude“ ist auch eine umgangssprachliche Beschreibung für das Schlagzeug.
- Als „Schießbude“ wird oft auch beim Fußball eine Mannschaft mit einer schlechten Defensive und daher vielen Gegentoren bezeichnet.

## Ähnliche Attraktionen

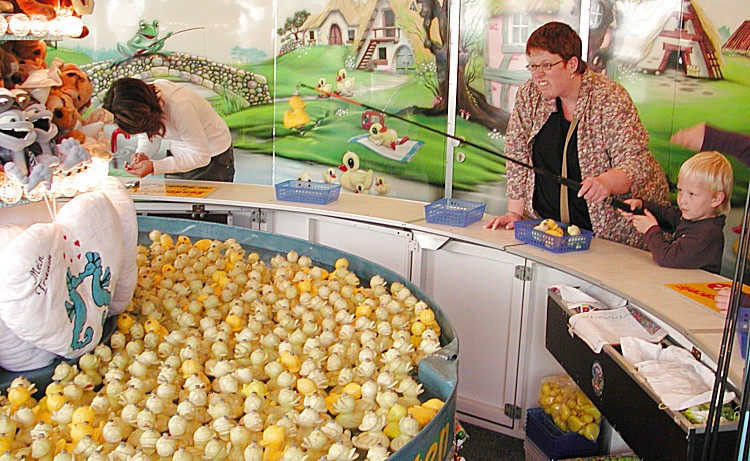
„Enten angeln“ auf dem Roonkarker Mart

- Dosenwerfen
Die Besucher müssen versuchen, mit meist 3 bis 4 Schlagbällen 6 bis 15 Dosen, die wie eine Pyramide übereinander aufgestellt sind, mit möglichst wenigen Würfen umzustoßen.

- Pfeilwerfen
Hier müssen Besucher versuchen, möglichst viele Luftballons, die an einer Wand hängen, mit möglichst wenigen geworfenen Pfeilen zum Platzen zu bringen.

- Losbude
Besucher können hier Lose ziehen oder kaufen. In den Losen ist je nach Zufall entweder ein unterschiedlich großer Preis oder eine Niete vorhanden.

- Angelspiel
Hier müssen die Besucher versuchen, mit einer Spielzeugangel, die am Schnurende mit einem kleinen Magnet ausgestattet ist, nummerierte Plastikentchen aus dem treibenden Wasser zu fischen. Die Nummern der Enten stehen für die unterschiedlich großen Preise.